# 鸟巢状雪莲
鸟巢状雪莲（学名：Saussurea nidularis）为菊科风毛菊属的植物，为中国的特有植物。分布在中国大陆的西藏、云南等地，生长于海拔3,600米的地区，多生长于开阔多石牧场，目前尚未由人工引种栽培。